# Carvedilol
Carvedilol, được bán dưới tên thương hiệu Coreg trong số những loại khác, là một loại thuốc dùng để điều trị huyết áp cao, suy tim sung huyết (CHF) và rối loạn chức năng thất trái ở những người không ổn định. Đối với huyết áp cao, nó thường là điều trị bậc hai. Nó được uống bằng miệng.
Các tác dụng phụ thường gặp bao gồm chóng mặt, mệt mỏi, đau khớp, huyết áp thấp, buồn nôn và khó thở. Tác dụng phụ nghiêm trọng có thể bao gồm co thắt phế quản. An toàn trong khi mang thai hoặc cho con bú là không rõ ràng. Sử dụng không được khuyến cáo với các vấn đề về gan. Carvedilol là một công cụ chặn beta không chọn lọc và công cụ chẹn alpha-1. Làm thế nào nó cải thiện kết quả không hoàn toàn rõ ràng nhưng có thể liên quan đến sự giãn nở của các mạch máu.
Carvedilol được cấp bằng sáng chế vào năm 1978 và được chấp thuận cho sử dụng y tế tại Hoa Kỳ vào năm 1995. Nó có sẵn như là một loại thuốc chung. Tại Hoa Kỳ, chi phí bán buôn cho mỗi liều ít hơn 0,05 USD tính đến năm 2018. Năm 2016, đây là loại thuốc được kê đơn nhiều thứ 30 tại Hoa Kỳ, với hơn 23 triệu đơn thuốc.

## Sử dụng y tế
Carvedilol được chỉ định trong quản lý suy tim sung huyết (CHF), thường là thuốc bổ trợ cho thuốc ức chế men chuyển angiotensin (thuốc ức chế men chuyển) và thuốc lợi tiểu. Nó đã được chứng minh lâm sàng giúp giảm tỷ lệ tử vong và nhập viện ở những người mắc CHF. Cơ chế đằng sau tác dụng tích cực của nó khi được sử dụng lâu dài ở bệnh nhân CHF ổn định lâm sàng chưa được hiểu đầy đủ, nhưng được cho là góp phần tái tạo tim, cải thiện cấu trúc và chức năng của nó.
Ngoài ra, carvedilol được chỉ định trong điều trị tăng huyết áp và để giảm nguy cơ tử vong và nhập viện trong một tập hợp những người sau cơn đau tim. Nó có thể được sử dụng một mình hoặc với các thuốc chống tăng huyết áp khác.

## Chống chỉ định
Theo FDA, không nên sử dụng carvedilol ở những người mắc bệnh hen phế quản hoặc bệnh phế quản. Nó không nên được sử dụng ở những người có khối AV độ hai hoặc độ ba, hội chứng xoang bị bệnh, nhịp tim chậm nghiêm trọng (trừ khi có máy tạo nhịp tim vĩnh viễn) hoặc bệnh tim mất bù. Những người bị suy gan nặng cũng được khuyên không nên dùng carvedilol.

## Tác dụng phụ
Các tác dụng phụ phổ biến nhất (tỷ lệ mắc> 10%) bao gồm:
- chóng mặt
- mệt mỏi
- huyết áp thấp
- bệnh tiêu chảy
- yếu đuối
- nhịp tim chậm lại
- tăng cân
- rối loạn cương dương

Carvedilol không được khuyến cáo cho những người mắc bệnh phế quản không kiểm soát được (ví dụ như các triệu chứng hen suyễn hiện tại) vì nó có thể chặn các thụ thể hỗ trợ mở đường thở.
Carvedilol có thể che giấu các triệu chứng của lượng đường trong máu thấp (hạ đường huyết), dẫn đến hạ đường huyết không nhận thức được. Điều này được gọi là hạ đường huyết không nhận thức do chẹn beta.

## Công thức
• viên nén, uống 
• Viên nang phát hành mở rộng 24 giờ, uống 
Năm 2006, FDA đã phê duyệt một công thức phát hành mở rộng.